# Novopokrovskia nigromontana
Novopokrovskia nigromontana là một loài thực vật có hoa trong họ Cúc. Loài này được (Boiss. & Buhse) Tzvelev mô tả khoa học đầu tiên.